# Бенш
Бенш (фр. Binche) је општина у Белгији у региону Валонија у покрајини Ено. Према процени из 2007. у општини је живело 32.508 становника.
Овде се одржава Карневал у Беншу.

## Становништво
Према процени, у општини је 1. јануара 2015. живело 33.297 становника.
| 1984.  | 2000.  | 2010. | 2015. |
| ------ | ------ | ----- | ----- |
| 33.001 | 32.190 | 32749 | 33297 |